# Donacoscaptes forsteri
Donacoscaptes forsteri là một loài bướm đêm trong họ Crambidae.